# Donald Britton
Donald Gene Britton (Bristol, 17 agosto 1929 – Birmingham, 31 maggio 1983) è stato un ballerino britannico, primo ballerino del Royal Ballet e del Birmingham Royal Ballet dal 1951 al 1965.

## Biografia
Britton iniziò a ballare tip tap all'età di sei anni. Successivamente studiò danza classica a Bristol e alla Sadler's Wells Ballet School e nel 1945, all'età di sedici anni, fu scritturato dal Sadler's Well Theatre, dove si fece apprezzare nei balletti Carnaval e Spectre de la Rose. Dopo il servizio militare, tornò a danzare con il Sadler's Wells Theatre Ballet in veste di primo ballerino.
Noto per il suo stile virile e carismatico, Britton danzò nelle prime di balletti dei maggiori coreografi dell'epoca, tra cui Frederick Ashton (Valses Nobles et Sentimentales), Kenneth MacMillan (Danses Concenrtantes, The Burrow), Walter Gore (Carte Blanche) e John Cranko (Sweeney Todd). Dopo essersi ritirato dal Royal Ballet nel 1965, cominciò ad insegnare danza alla Royal Ballet School. Durante gli anni sessanta e settanta recitò anche in alcuni musical nel West End londinese, tra cui il fiasco Via col vento al Theatre Royal Drury Lane (1972) e un revival di The King and I al Teatro Adelphi (1973).